# Gnypeta brevicornis

Gnypeta brevicornis (лат.) — вид коротконадкрылых жуков из подсемейства Aleocharinae. Северная Америка.

## Распространение
Канада (Британская Колумбия).

## Описание
Мелкие коротконадкрылые жуки, длина тела 2,7—2,9 мм. Основная окраска тёмно-коричневая до чёрной (иногда центральная часть надкрылий и лапки красновато-коричневые). Опушение желтовато-серое, длинное и плотное. Ширина пронотума на 1/5 меньше чем ширина надкрылий, по длине надкрылья также крупнее. 7—9-й членики усиков сильно поперечные, а 5—6-й членики слегка поперечные. Усики 11-члениковые. Передние лапки 4-члениковые, средние и задние лапки 5-члениковые (формула 4-5-5).
Вид был впервые описан в 1906 году американским энтомологом Томасом Кейси (Thomas Lincoln Casey, Jr., 1857—1925) по материалам из США, а его валидный статус был подтверждён в ходе ревизии, проведённой в 2008 году канадскими энтомологами Яном Климашевским (Jan Klimaszewski; Laurentian Forestry Centre, Онтарио, Канада) и Реджинальдом Уэбстером.